# Hasse Samuelsson (fotbollsspelare)
Hasse Ellert Samuelsson, född 11 juni 1941, död 16 oktober 2023 i Kungshamn, var en svensk fotbollsspelare (anfallare) som representerade Gais 1963–1970.

## Biografi
Samuelsson växte upp i Gravarne och började spela fotboll i Kungshamns IF, vars A-lag han debuterade för som tonåring i slutet av 1950-talet, då klubben låg i division IV. 1961 hade Kungshamn avancerat till division II, och 1962 vann Samuelsson skytteligan i hela tvåan med 23 mål, men Kungshamn åkte ändå ur serien. Han var Kungshamns interna skyttekung åren 1960–1962, och blev 1962 klubbens förste spelare i ett svenskt landslag, då han togs ut i U21-landslaget i en landskamp mot Norge (3–2), där han dessutom gjorde ett mål. Han utsågs samma år till Bohuslän-Dals bäste fotbollsspelare av tidningen Kuriren och tilldelades tidningens pris Silverbollen.

### Gais
Inför säsongen 1963 värvades Samuelsson till Gais, då i division II. Enligt honom själv hade han anbud från 16 klubbar, de flesta allsvenska, men han valde ändå Gais eftersom det hade varit hans favoritklubb ända sedan han var liten.
I Gais döptes han till "Hasse Guldfot" för sin målfarlighet; samma smeknamn som utlandsproffset Hasse Jeppson redan hade. Första året i Gais vann han skytteligan med 25 mål, och med alla träningsmatcher inräknade slutade han säsongen 1963 på 48 mål.
Gais gick upp i allsvenskan till säsongen 1964, men åkte ur direkt och spelade 1965 i division II igen. Efter ett minnesvärt kvalspel där Samuelsson gjorde ett förlösande mål mot Grimsås IF var Gais tillbaka i allsvenskan 1966. Han spelade sedan med klubben i allsvenskan till och med 1970, då han blev tvungen att sluta spela elitfotboll på grund av en knäskada. Sammanlagt blev det 153 seriematcher och 74 mål för Samuelsson i Gais.

### Åter i Kungshamn
1971 återvände Samuelsson till Kungshamns IF, där han gjorde ytterligare några säsonger och vann klubbens interna skytteliga även 1972 och 1973. Totalt under sina två sejourer i Kungshamn gjorde han 201 mål för klubben, med ett målsnitt på 0,73 mål per match.

### Landslagskarriär
Samuelsson spelade två matcher för Sveriges U21-landslag och en för B-landslaget. Han var uttagen till A-landslaget till en EM-kvalmatch mot Portugal 1966, men fick ingen speltid.

### Tränarkarriär
Efter sin aktiva karriär var Samuelsson tränare i tjugo år, för klubbar som Kungshamn, Lysekil och Grebbestad.

## Privatliv
I det civila arbetade Samuelsson som rörläggare. Efter karriären stannade han kvar hela livet i hemorten Kungshamn. Han var gift med Mona och hade två barn.